# Lykáón
Lykáón (řecky Λυκάων, latinsky Lycaon) byl v řecké mytologii potomek Pelasgův.
Některé báje uvádějí, že Pelasgos byl prvním člověkem, byl stvořen bohyní Eurynomé ze země a stejně tak ze země povstali další lidé, kmen Pelasgů.
Lykáón byl králem arkadského města Lykosúry, byl otcem Kallisty, ta se stala milenkou Diovou. Když bylo vidět, že čeká dítě, vyhnala ji bohyně Artemis ze své lovecké družiny. Kallistó porodila v lese syna Arkada a hned nato ji bohyně Héra ze žárlivosti proměnila v medvědici. Když Arkas dospěl, chtěl tuto medvědici zabít, ale v poslední chvíli tomu zabránil Zeus, proměnil i jeho v medvěda a vyzvedl oba na oblohu jako Velkého a Malého medvěda (Velká a Malá medvědice).
Král Lykáón byl krutý muž, měl asi padesát synů a ti prý byli ještě horší než on. V té době Zeus byl velmi nespokojen s lidským pokolením, které neuctívalo bohy, vyvyšovalo se nad ně a páchalo násilí a zločiny. Pověst o Lykáónově rodině se donesla k jeho sluchu a on v podobě obyčejného pocestného navštívil králův dům. Lykáón však jeho božský původ poznal, ale žádnou úctu natož bázeň nepocítil. Rozhodl se prověřit božskou vševědoucnost a tak — zřejmě i se svými syny — zabili nejmladšího Nyktima a připravili z něj jídlo, které předložili Diovi. Ten se strašně rozzuřil, bleskem spálil Lykáónovo
sídlo a krále i jeho zbylých čtyřicet devět synů proměnil ve vlky.
Lykáón byl pravděpodobně první, kdo připravil takto hrůznou hostinu, ale měl následovníky, kteří byli stejně krutí a zvrhlí. Byli to Tantalos, Átreus a možná by se našli i další.
Pro nejvyššího boha Dia to byla poslední kapka do hodnocení lidí a rozhodl se je vyhubit. Prométheus- otec Deukalióna a jeho manželku Pyrrhu včas varoval aby si postavili lodku ve které by mohli přežít a znovu zalidnit svět, který měl mít lepší obyvatele než dosud.